# Jordi Ballart
Jordi Ballart i Pastor (Tarrasa, 8 de febrero de 1980), es un político español. Licenciado en Ciencias Políticas y de la Administración, fue afiliado al partido de los Socialistas de Cataluña (PSC) y, alcalde de su ciudad natal entre el 10 de diciembre de 2012 y el 2 de noviembre de 2017, cargo que volvió a recuperar con su propio partido Tot per Terrassa en las elecciones municipales de 2019.

## Biografía
Comenzó su compromiso con la política desde muy joven. En 1996, con dieciséis años, Ballart i Pastor se vinculó al Partido Socialista de Cataluña y formó parte del grupo de la Joventut Socialista de Cataluña en Tarrasa donde fue primer secretario durante siete años. Más tarde, en 1998, comenzó sus estudios universitarios de Ciencias Políticas y de la Administración en la Universidad Autónoma de Barcelona donde cuatro años después se licenció. Una vez finalizados sus estudios, encontró trabajo como encuestador y administrador, sin embargo, no fue hasta 2005 cuando finalmente entró en el Ayuntamiento de Tarrasa para ocuparse de la concejalía de Comunicación y de la cartera de Solidaridad. En el presente mandato fue teniente de alcalde de Planificación Urbanística y Territorio y portavoz del grupo municipal socialista.
Desde abril de 2012 hasta noviembre de 2017, fue primer secretario de la agrupación local del PSC en Tarrasa y miembro del Consejo Nacional de su partido político. Posteriormente, y en diciembre del mismo año, fue investido como alcalde de Tarrasa en sustitución de Pere Navarro i Morera. Se presentó por primera vez a unas elecciones en 2015, quedando en primer puesto pero perdiendo dos concejales respecto a los anteriores comicios.
El 2 de noviembre de 2017 dimitió como alcalde de su ciudad en protesta por la aplicación del artículo 155 de la Constitución española en Cataluña.
El 15 de diciembre de 2018 presentó la nueva formación Tot per Terrassa, con la que se presentó como candidato a la alcaldía en las elecciones municipales de 2019.
El 27 de mayo de 2019 con un partido formado desde cero, Tot per Terrassa, ganó de forma sorpresiva al candidato del Partido de los Socialistas de Cataluña, Alfredo Vega quien era presidente desde la dimisión de Ballart en 2017, que venían ganando las elecciones municipales en Tarrasa desde hace 40 años.

## Vida privada
Ballart es abiertamente gay y tiene tres hijos adoptados.